# Scheffelwarte
Die Scheffelwarte ist ein Denkmal zu Ehren des deutschen Schriftstellers und Dichters Joseph Victor von Scheffel (1826–1886) oberhalb von Haardt an der Weinstraße, einem Ortsteil von Neustadt an der Weinstraße am Ostrand des Pfälzerwaldes. Das Denkmal ist als Kulturdenkmal in Haardt gelistet.

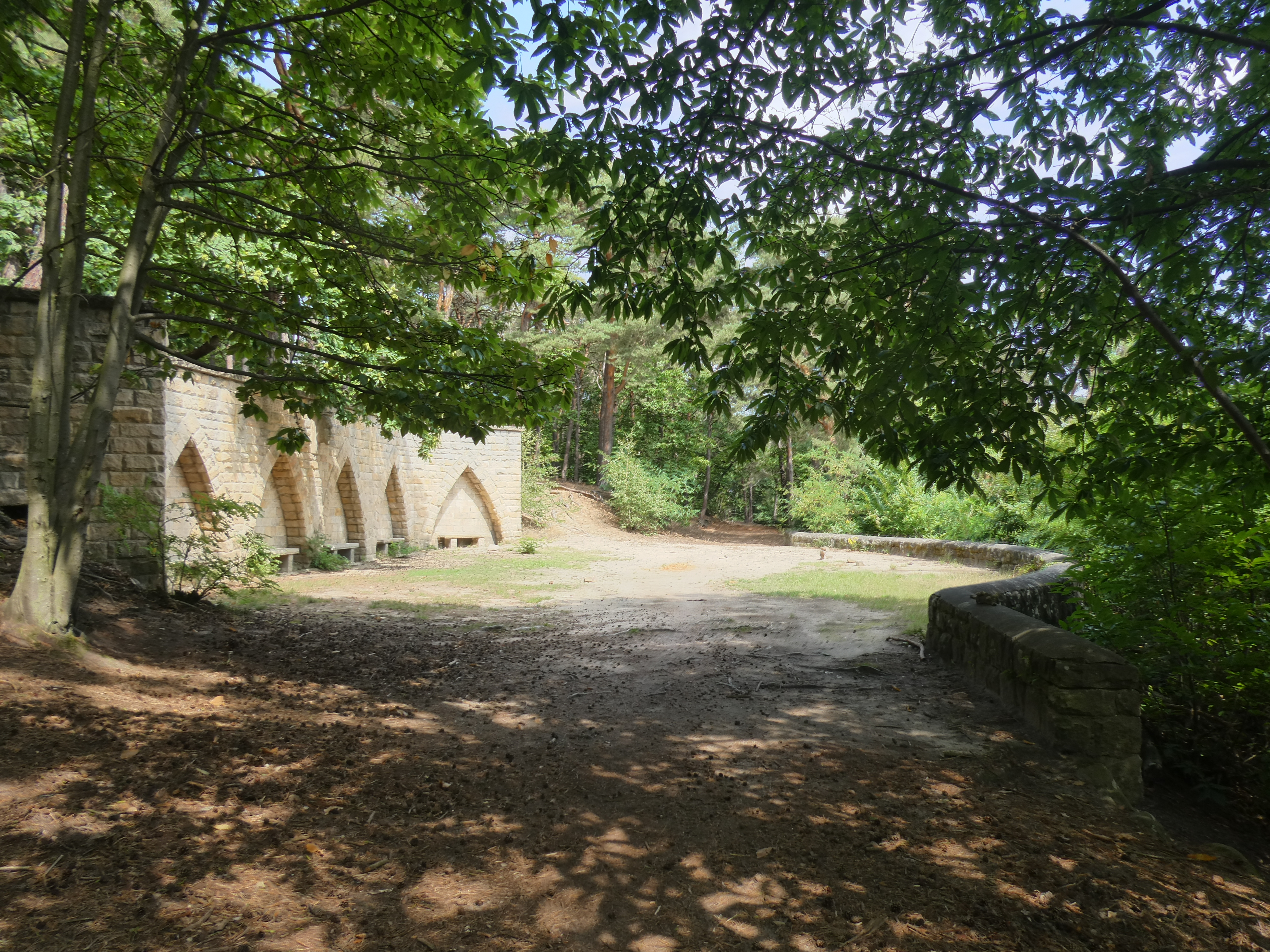

## Lage
Das Denkmal befindet sich auf einer Höhe von 264 m am bewaldeten unteren Südosthang des Wolfsbergs (490,7 m ü. NHN), dem Südausläufer des Weinbiets (554 m) im Naturpark Pfälzerwald, der wiederum zum Biosphärenreservat Pfälzerwald-Vosges du Nord gehört. Die Entfernung zur Bebauungsgrenze von Neustadt beträgt nach Osten oder Süden etwa 500 Meter Luftlinie.

## Geschichte
Der überwiegend in Karlsruhe lebende von Scheffel war zu seiner Zeit ein viel gelesener deutscher Autor. Seine weinfrohe Lyrik und seine häufigen Aufenthalte in Neustadt waren der Bezug zur Errichtung eines Denkmals. Die Anlage wurde anlässlich des 100. Geburtstages von Scheffel gebaut und am 17. Mai 1928 feierlich eingeweiht. Das Denkmal ist ein Werk des Neustädter Bildhauers Jakob Wilhelm Steger (1875–1944), einem Mitglied des damaligen Neustädter Verschönerungsvereins. Er schuf auch andere lokale Denkmäler, wie das Bismarck-Denkmal, das Gefallenen-Ehrenmal auf der Dr.-Welsch-Terrasse, das Kriegerdenkmal in Haardt oder die Adlerschwingen an einem Sandsteinfelsen unterhalb des Kalmitgipfels.

## Anlage

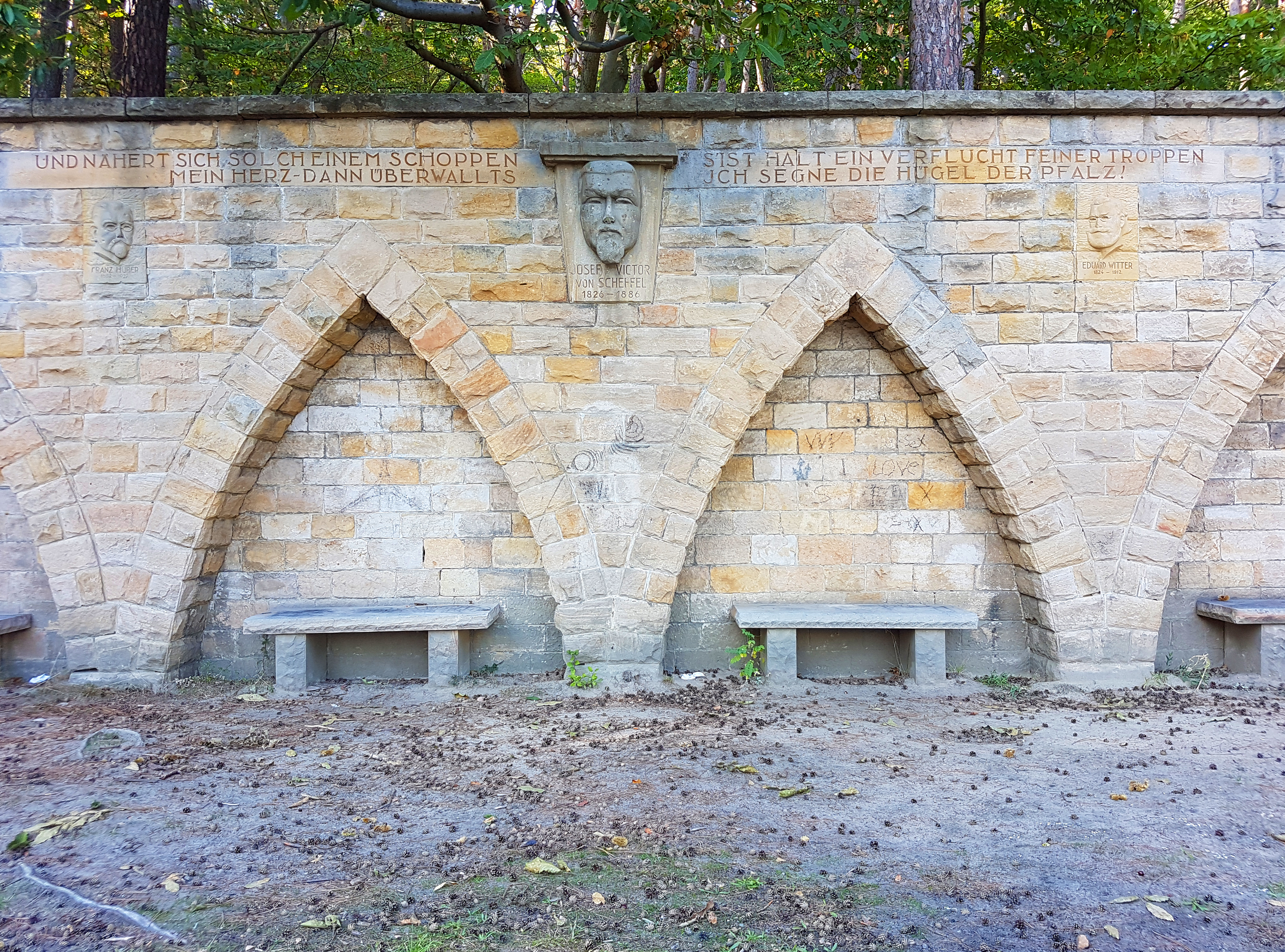

Die Anlage liegt auf einem Rundplatz mit etwa zwanzig Meter Durchmesser. Bergseitig stehen drei zusammenhängende Mauern aus Sandsteinquadern mit spitzbogenartigen Nischen. In jeder befindet sich eine Steinbank. In der Mitte sind eine Reliefplatte mit dem Porträt von Josef Victor von Scheffel und links und rechts etwas kleiner Porträts seiner Neustädter Freunde, Franz Huber (1852–1927) und Eduard Witter (1824–1912) in die Mauer eingelassen. Über allen findet sich der Spruch Und nähert sich solch einem Schoppen, s'ist halt ein verflucht feiner Tropfen, mein Herz - dann überwallts, ich segne die Hügel der Pfalz. Talseitig wird die Anlage mit einer niedrigen Steinmauer begrenzt. Da die Vegetation zurückgeschnitten wird, ist eine sehr gute Aussicht in die Rheinebene möglich.

## Zugang und Wandern
Ein kurzer Zugang ist mit einem Kilometer vom Wanderparkplatz am Ende des Meisentals möglich. Auch ein kurzer Aufstieg vom westlichen Stadtrand von Neustadt führt über verschiedene Wege zum Denkmal. Der Prädikatswanderweg Pfälzer Weinsteig passiert in der Etappe von Deidesheim nach Neustadt an der Weinstraße das Denkmal.